# Wufang Shangdi

De vijf manifestaties van Shangdi

De vijf manifestaties van Shangdi zijn in het Chinees volksgeloof de vijf manifestaties van Shangdi. Dit idee dateert uit de Shang-dynastie.
De vijf zijn:
1. Gele Keizer - Huangdi 黄帝
2. Blauwgroene Keizer - Cāngdì 蒼帝
3. Zwarte Keizer - Heidi 黑帝
4. Rode Keizer - Chidi 赤帝
5. Witte Keizer - Baidi 白帝